# Mark Steedman
Pour les articles homonymes, voir Steedman.
Mark Jerome Steedman (né le 18 septembre 1946) est un linguiste informatique et spécialiste des sciences cognitives.

## Biographie
Steedman sort diplômé de l'Université du Sussex en 1968, avec un baccalauréat universitaire ès sciences en psychologie expérimentale, et de l'Université d’Édimbourg en 1973, titulaire d'un doctorat en intelligence artificielle. Sa thèse s'intitule The Formal Description of Musical Perception (« description formelle de la perception musicale ») et a été dirigée par Hugh Christopher Longuet-Higgins.
Il a occupé les postes de maître de conférences en psychologie à l'Université de Warwick (1977-1983), chargé de cours et maître de conférences en linguistique informatique à l'Université d’Édimbourg (1983-1988) et Associate and full Professor in Computer and Information Sciences de l'Université de Pennsylvanie (1988-1998).
Depuis 1998, Steedman occupe la chaire de sciences cognitives de la School of Informatics à l'Université d'Édimbourg. Ses champs de recherche incluent la linguistique informatique, l'intelligence artificielle, les sciences cognitives, la génération d'intonations compréhensibles dans le domaine de la synthèse vocale pour les intelligences artificielles, la conversation animée, l'usage du geste, de la tension et de l'aspect en communication, et la grammaire combinatoire catégorielle. Il s'intéresse également à l'analyse musicale par ordinateur et à la logique combinatoire.

## Distinctions
- Membre de l'Academia Europaea (2006) ;
- Membre de la British Academy (2002) ;
- Membre de la Royal Society of Edinburgh (2002) ;
- Membre de l'Association for the Advancement of Artificial Intelligence (1993)[3] ;
- Président élu de l'Association for Computational Linguistics pour l'année 2008.

## Principales publications
- (en) Steedman, Mark : Surface structure and interpretation (Linguistic Inquiry Monograph 30), MIT Press, avril 1996, 123 p.  (ISBN 978-0-262-69193-2)[4] ;
- (en) Steedman, Mark : The Syntactic Process (Language, Speech, and Communication), MIT Press, 30 mars 2000, 344 p.  (ISBN 978-0-262-19420-4)[5] ;
- (en) Steedman, Mark : « Information Structure and the Syntax-Phonology Interface » in Linguistic Inquiry (en) vol. 31, no 4, pp. 649–689, automne 2000  (ISSN 0024-3892)[6] ;
- (en) Steedman, Mark : Taking Scope: The Natural Semantics of Quantifiers, MIT Press, 20 janvier 2012, 324 p.  (ISBN 978-0262017077).